# Clynotis archeyi
Clynotis archeyi là một loài nhện trong họ Salticidae.
Loài này thuộc chi Clynotis. Clynotis archeyi được Lucien Berland miêu tả năm 1931.